# 近鉄モト2711形電車
近鉄モト2711形電車（きんてつモト2711がたでんしゃ）は近畿日本鉄道が製造した無蓋電動貨車の1形式である。
改番・改造を経て2両がモト90形として現存する。
本項では姉妹形式である有蓋電動貨車のモワ2811形についても併せて記述する。

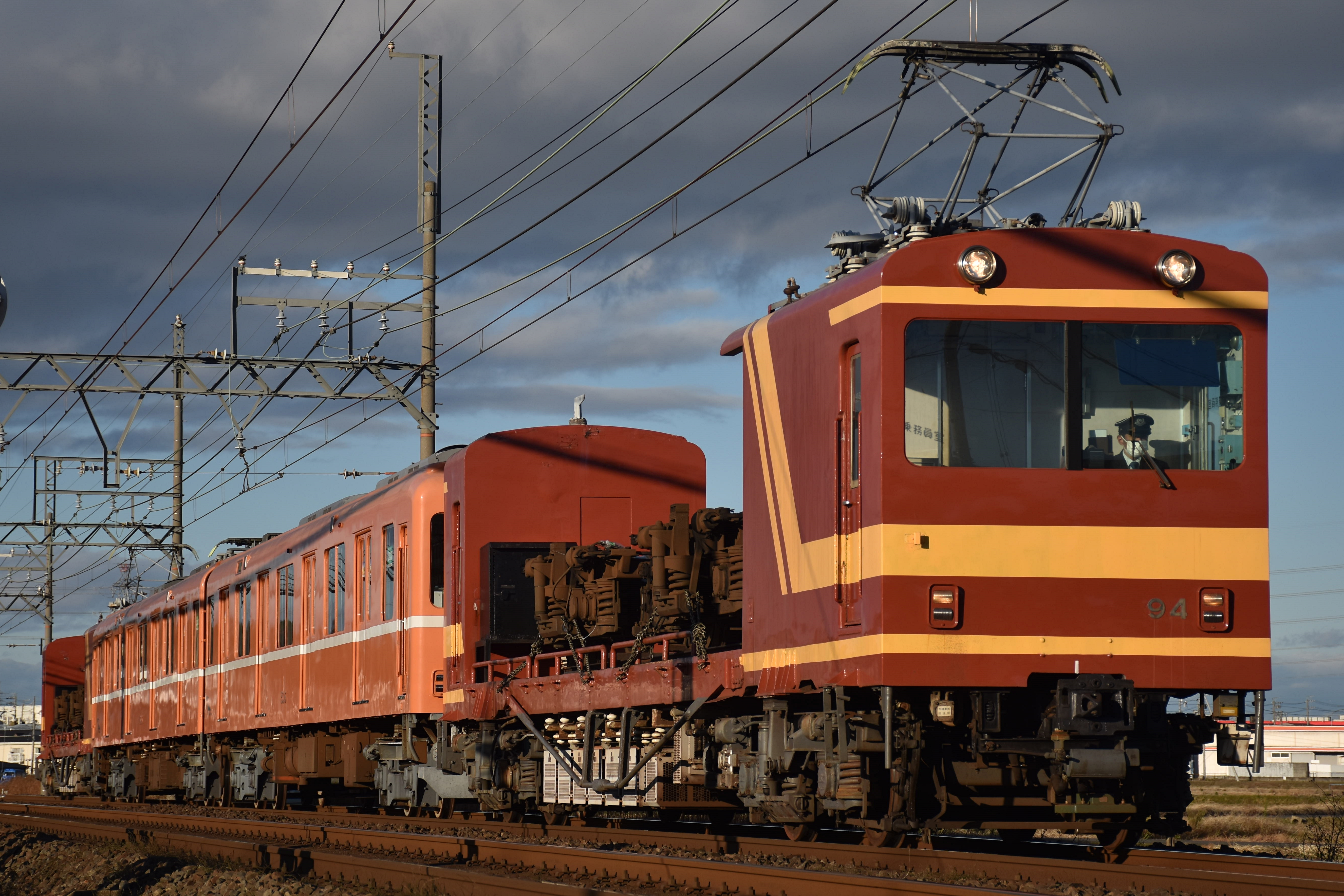
養老鉄道の車両を輸送する現在の姿。

## 概要
第二次世界大戦の敗戦直後の時点で、大阪線では参宮急行電鉄デト2100形に由来する2両の有蓋電動貨車（モワ2800形2800・2801）と、デト2100形および大阪電気軌道デトボ1600形に由来する3両の無蓋電動貨車（モト2700形2700・2701・モト1700形1700）が使用されていた。
これらはいずれも17m級の、当時の私鉄向けでは最大級の大型電動貨車であったが、大阪線阿保（現在の青山町）以東で運用するのに必要となる抑速発電ブレーキを搭載していなかった。
この時期、大阪線では他社線と同様に、食糧難に伴う都市部から伊勢方面への買い出しなどで輸送需要が激増しており、電動貨車についても大阪線全線で運用可能とすることが求められるようになっていた。
そこでモト2700形およびモワ2800形の設計を踏襲しつつ、抑速発電ブレーキ機能を搭載した電動貨車が名古屋の日本車輌製造本店にて製造され、抑速発電ブレーキ付きで在来形式とは機能面に相違があることから、以下のように別形式が与えられた。
- モト2711形2711 - 2713
  - 1947年3月竣工。無蓋電動貨車。ただし、モト2711は竣工時は未電装。
- モワ2811形2811
  - 1948年3月竣工。有蓋電動貨車。

## 車体
既存のモト2700・モワ2800形の寸法をおおむね踏襲し、全長17,100mm、車体長16,300mm、最大幅2,560.8mm（モト2711形）・2,570mm（モワ2811形）、車体幅2,430.8mm（モト2711形）・2,395mm（モワ2811形）となっている。
なお、抑速発電ブレーキを常用し抵抗器が高発熱となるため、扉やあおり戸の関係で床下抵抗器付近には防護板を側面に設置している。

### モト2711形
基本的にはモト2700形のレイアウトを踏襲し、両端に鋼製乗務員室をそれぞれ設け、いずれも連結面側に3枚の窓を設け下部にアンチクライマーを装着した非貫通構造の妻面を備える。
両端の乗務員室の間はすべて無蓋の平坦な荷台となっており、背の低い鋼製のあおり戸を設置している。荷台部の垂下防止対策として車体の両側面床下にトラス棒を取り付け、中心部のターンバックルを回転させることで車体の反りを矯正可能としているのはモト2700形と同様である。
ただし、技術の進歩を受けて電気溶接による接合部が大幅に増え、リベットは妻窓の上下にのみ取り付けられた補強帯（ウィンドウヘッダー・ウィンドウシル）や扉の周辺に見られる程度と激減し、モト2700形では切妻となっていた一方の妻面の屋根部も丸屋根に変更され、前照灯は屋根上部の中央に灯具を取り付けている。さらに、モト2700形では荷台の上本町（1端）寄りに独立したパンタグラフ台が設置されていたが、本形式では宇治山田（2端）寄り乗務員室の荷台側妻面から部材を突き出すようにしてパンタグラフ台を設置している。
こうした仕様変更により、本形式の外観は基本となったモト2700形と比較して大きく変化している。

### モワ2811形
モワ2800形の中でも、特にモワ2800→モワ2802の設計を基本として両運転台式の車体が製作されている。
そのため、丸屋根で窓のない側面に1,500mm幅の片開扉を2カ所ずつ設置し、換気用として屋根にはガーランド式通風器を左右3カ所ずつ計6カ所に設置するなど、同車の特徴をおおむね踏襲するが、側板腰部の通風器は省略されており、またモト2711形と同様に電気溶接の使用箇所が大幅に拡大してリベット数が激減しているため、すっきりした印象の外観となっている。
前照灯はモト2711形と同様、屋根上部の中央に白熱電球による灯具を各1基取り付けている。

## 主要機器
基本的な構成は2形式で共通する。

### 主電動機
モト2700形やモワ2800形と同一形式の直流直巻整流子式電動機である、東洋電機製造TDK-542-Aを各台車に2基ずつ搭載する。
駆動方式は吊り掛け式で、歯数比は3.15、これによる定格速度は47.5km/hであることも両形式と共通する。
このTDK-542-Aは、参宮急行電鉄時代に製造されたデニ2000形8両およびデト2100形4両の新造時に採用された電動機で、デト2100・デワ2800形用の4両分は各車の廃車までそのまま推移したが、デニ2000形用の8両分は1941年に同形式の8両全車が狭軌化改造され、モニ6251形として名古屋線へ転用された際に、台車と電動機をセットで新造して交換したことで一旦予備品となり、その後1944年に奈良線向けモ650形651 - 655を新造した際に5両分を使用したため、本形式の新造段階では差し引き3両分が工場に保管されていた。

### 主制御器
抑速発電ブレーキ付の三菱電機ABF単位スイッチ式制御器を搭載する。そのため、同系のABF制御器を搭載し制御シーケンスに互換性のあるモ1400形（初代）などの直通車各形式との総括制御運転が可能である。

### ブレーキ
制御器による抑速発電ブレーキと共に、A動作弁によるAMA自動空気ブレーキ（Aブレーキ）を搭載する。

### 台車
モト2711・2713・モワ2811の3両については参宮急行電鉄デニ2000形からの発生品と見られる住友製鋼所KS-33L鋳鋼組立釣り合い梁式台車を装着する。これに対し、モト2712は形鋼組み立て式の釣り合い梁式台車を装着する。

## 運用
竣工段階ではモト2711は未電装のまま竣工、乗務員室も上本町寄りにのみ制御器等を艤装して、片運転台の制御車としてモ2200形に連結して運用された。
以後の各車は電装を施して完成しており、モト2711についても程なく電装が実施されている。
これらは単線で線路容量の小さかった当時の阿保以東の大阪線で旅客用の直通車と連結運転が可能な電動貨車として、単独での運用のみならずモ1400形・ク1500形による普通列車に併結して運用されるなど、様々な形で重用された。
もっとも、1950年代中盤になると大阪線の貨物輸送需要は急速に減少した。そのため、モト2711・2713については大阪線の保線工事用として転用され、1955年に荷台中央に資材積み卸し用電動クレーンを搭載している。
1963年8月20日の形式称号改正では両形式共に車両番号は変更されなかったが、形式が以下の通り変更された。
- モト2711形2711 - 2713→モト2710形2711 - 2713
- モワ2811形2811→ モワ2810形 2811

更に大阪線向け新造車の投入に伴う形式整理で実施された、1970年3月2日の電動貨車各形式の2桁形式への改番では以下の通り改番された。
- モト2710形モト2711 - 2713→モト90形94 - 96
- モワ2810形モワ2811→モワ80形86

その後、1976年にモワ86が、1985年1月16日付でモト95が廃車となった。

### 更新

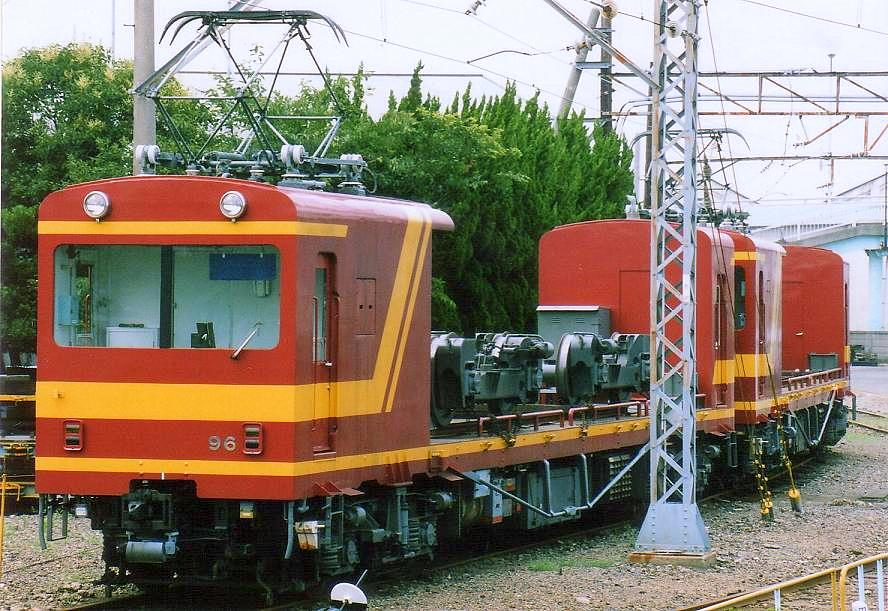
車体新製後のモト96+モト94。モト96の連結器が密着連結器となっていることと、台車の揺れ枕上部が車体台枠よりも横に張り出す位置関係となっていること、それに荷台に標準軌用の仮台車を積載していることに注意。

残るモト94・96については、狭軌の養老線用車両の塩浜検修車庫での定期検査の際に、桑名駅北西の東方検査場で標準軌用仮台車へ台車を交換して自力走行ができない状態の養老線用車両を、同検査場と塩浜工場の間で回送する際の動力車兼台車輸送用貨車として使用されることとなった。
そこでまず台車を6441系の養老線転属時に発生した近畿車輛KD-31C、主電動機を東洋電機製造TDK-528-17IMへ交換、歯数比は18:62=3.44となった。
もっとも、車体の老朽化が深刻となったため、塩浜検修車庫で代わりの車体を新製してこれと交換することが決定され、1990年にモト96、1992年にモト94と順次交換された。
新車体は、トラス棒付の台枠に切妻かつセンターピラーで区切られた2枚窓とシールドビーム2灯を備える平滑な全金属製の乗務員室を載せたもので、宇治山田（2端）寄り乗務員室を後方へ延長して側窓のない機器室とし、その屋根上に東洋電機製造PT-42菱枠パンタグラフを搭載している。また、荷台にはあおり戸はなく狭軌・標準軌双方の台車の搭載に備えてレールが4本敷かれている。荷台の最大荷重は16tである。
さらに1992年以降、吊り掛け式電動機と自動空気ブレーキを搭載する旧型車ばかりであった養老線へ、名古屋・南大阪線からの転用でWNドライブとこれに対応する軽量高速電動機、それに電磁直通ブレーキを搭載する高性能車が導入されることとなった。そのため、回送時にこれらの車両のブレーキが使用できるよう、モト94・96についてもブレーキをHSC電磁直通ブレーキへ変更し、在来の自動空気ブレーキ車との連結に備えてブレーキ指令の変換装置を追加搭載した。また、連結器もモト94の名古屋寄り、モト96の宇治山田寄りをそれぞれ自動連結器から密着連結器へ交換し、必要に応じてモト94・96の連結順序を入れ替えることで在来の自動連結器付吊り掛け車と密着連結器付WNドライブ車の双方の回送に対応可能としている。
1999年には老朽化した電装品の交換が実施され、主電動機は奈良線8000系からの廃車発生品である三菱電機MB-3064AC、制御器は名古屋線1600系からの廃車発生品である日立製作所VMC-HTB10バーニア付電動カム軸制御器がそれぞれ搭載され、またこれに伴い電動機支持架の形状が適合しないことから台車が同じく奈良線8000系からの廃車発生品を改造した近畿車輛KD-51Kシュリーレン式台車となった。なお、KD-51Kは常時側受が車体と接触する側受支持方式の台車であり、しかも大形断面の車体に対応した設計であることから、揺枕の側受が狭幅車体である本形式の台枠よりも外側に位置することになり、従来のままでは正しく車体が支持されないことになる。そのため、車体台枠の枕梁を側梁からさらに突き出す形で左右に拡幅し、その両端で側受と接触させることでこの問題に対処している。この際に抑速制動付きになっている。
これら2両は富吉検車区の配置（2019年4月1日現在）となっており、通常は塩浜検修車庫に常駐し、養老線が養老鉄道に移管された後も同線車両の検査回送用として運用されており、台車輸送で大阪線を走行する場合がある。